# 大海鰱科
大海鰱科（學名：Megalopidae）是輻鰭魚綱海鰱目的其中一科。

## 分布
本科魚類廣泛分布於印度、西太平洋、西大西洋海域。

## 深度
水深1至30公尺以上。

## 特徵
型態近似海鰱科，但體較短壯，略為側扁。體被大圓鱗，側線直走。背鰭、臀鰭基底無鱗鞘；背鰭單一，最後鰭條延長為絲狀，背鰭稍小於臀鰭。眼大，有脂性眼瞼，口裂斜，下頷突出。

## 分類
大海鰱科下分1個屬，如下：
- 大海鰱屬(Megalops)
  - 大西洋大海鰱(Megalops atlanticus)
  - 大海鰱(Megalops cyprinoides)：又稱大眼海鰱。

## 生態
屬於熱帶、亞熱帶洄游性魚類，游泳速度快，通常是獨居，以掠食小魚為生。有時進入紅樹林沼澤區的河口，甚至溯流入河川數里之遠，是廣鹽性魚類。幼魚發生變態行為，即「細頭狹帶型」的幼魚期，全身透明，浮游於沿岸淺水域及河口區。

## 經濟利用
食用魚，但味道欠佳且多刺，通常是醃製成鹹魚。